# Lisa Moretti
Lisa Moretti (Inglewood, 26 de novembro de 1961) é uma ex-lutadora de wrestling profissional norte-americana. Mais conhecida por sua passagem pela World Wrestling Federation onde era conhecida pelo ring name Ivory. Depois de sua saída da WWE manteve-se no wrestling, lutando em circuito independentes.
Ela foi introduzida na WWE Hall of Fame, no dia 6 de abril de 2018.

## No wrestling
- Finishing and signature moves
  - Poison Ivory (Facebuster)[2]
  - Samoan driver[2]
  - Big swing[2]
  - DDT
  - Diving crossbody
  - Northern Lights suplex
  - Running bulldog
  - Snap suplex
  - Scoop slam
  - Small package[2]
- Wrestlers managers
  - Mark Henry
  - D'Lo Brown
  - Right to Censor
  - The Hurricane
  - Lance Storm

## Campeonatos e prêmios
- Carolina Championship Wrestling
  - CCW Women's Tag Team Championship (1 vez) - com Bambi[2]
- Gorgeous Ladies of Wrestling
  - GLOW Championship (1 vez)[2]
  - GLOW Tag Team Championship (1 vez) - com Ashley Cartier[2]
- Powerful Women of Wrestling
  - PWOW Championship (2 vezes)[2]
- SuperGirls Wrestling
  - NWA SuperGirls Championship (1 vez)[3]
- World Wrestling Federation
  - WWF Women's Championship (3 vezes)
  - WWE Hall of Fame (2018)